# Program Rozwoju Obszarów Wiejskich (2007–2013)
Program Rozwoju Obszarów Wiejskich na lata 2007–2013 był instrumentem realizacji polityki Unii Europejskiej w zakresie rozwoju obszarów wiejskich w Polsce. Dokument określa cele, priorytety i zasady dotyczące korzystania z działań wraz z przewidywanym budżetem przeznaczonym na ich realizację. Na tej podstawie wspierane były finansowo określone działania dotyczące wspierania rozwoju społeczno-ekonomicznego obszarów wiejskich. PROW jest dokumentem przygotowanym zgodnie ze strategicznym podejściem zaproponowanym przez Komisję Europejską. Zgodnie z nim na poziomie unijnym opracowywany został dokument strategiczny identyfikujący silne i słabe strony obszarów wiejskich, wspólne dla krajów członkowskich osie priorytetowe oraz wskaźniki dla mierzenia postępu w osiąganiu unijnych priorytetów. W oparciu o strategię UE przygotowywana została strategia krajowa, która realizowana jest poprzez PROW. Dokumenty podobne do PROW przygotowywane są w każdym z krajów członkowskich UE. Program odnosił się do terytorium całego kraju (tak jak to ma miejsce w Polsce) lub też przyjmowanych było wiele różnych programów dla poszczególnych regionów (np. Wielkiej Brytanii). PROW posiada cztery tzw. osie priorytetowe:
- Oś 1: Poprawa konkurencyjności sektora rolnego i leśnego
- Oś 2: Poprawa środowiska naturalnego i obszarów wiejskich
- Oś 3: Jakość życia na obszarach wiejskich i różnicowanie gospodarki wiejskiej
- Oś 4: LEADER (wspiera tzw. Lokalne Grupy Działania – partnerstwa terytorialne funkcjonujące na obszarach wiejskich)

Budżet Programu wynosił ponad 17,4 mld euro. Składały się na niego środki Unii Europejskiej z Europejskiego Funduszu Rolnego na rzecz Rozwoju Obszarów Wiejskich (13,4 mld euro) i środki z budżetu krajowego (około 4 mld euro).
Program został przyjęty 20 grudnia 2005 roku.